# 學說匯纂
《學說匯纂》（拉丁語：Digesta seu Pandectae）是拜占庭帝国皇帝查士丁尼一世主持修订的法学著作汇编，收集了罗马帝国时代被赋予“解答权”的法律学者们的学说。这一部分共有50卷，费时3年，于533年完成。这部分也是该书在文艺复兴前重新出现在欧洲大陆后，历代学者研究的重点。与其他三部分最大的区别是，这部分的编写往往引用了大量互相並不相容的罗马法学家的观点，从而使后人能够非常深入了解罗马法的历史与发展。然而由于编辑者时间仓促，而且全部是希腊语母语的工作人员，从事的却是当时已经有数百年历史的纯拉丁文编辑工作，所以也经常被后代研究者诟病其编写水平。这部分近现代法律学术文献引用习惯简写为D。其内容有三分之一来自古罗马法学家乌尔比安，另有六分之一来自古罗马法学家尤利乌斯·保卢斯。